# سواقة زيب

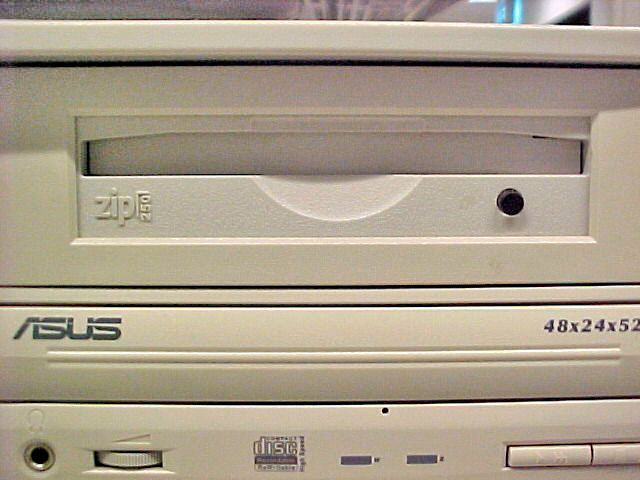
لقطة ل Zip Drive داخلي

ال Zip Drive هو وسيط تخزين متوسط السعة قابل للإزالة، أنتجته شركة آي أوميغا في أواخر عام 1994. تصل سعة القرص إلى 100 ميجا وازدادت سعته بعد ذلك في إصدارات لاحقة لتصل إلى 250 ميجا ثم 700 ميجا.
أصبح هذا الوسيط الأكثر شيوعاً ضمن فئة منتجات ال Super-floppy لكنها لم تصل أبداً إلى المعدل الشبه قياسي لكي تحل محل القرص المرن ذو ال 3,5 بوصة كما أنها لم تعد رائجة بظهور وسائط تخزينية أخرى كأصابع الفلاش وأقراص الليزر وال DVD القابلة لإعادة الكتابة.
اُستخدم شعار The Zip أيضاً لأقراص مدمجة داخلية وخارجية عُرفت باسم Zip-650 و Zip-CD.

## وصلات خارجية
- صفحة IOMega Zip Drive.